# Nowa Wieś (Warszawa)

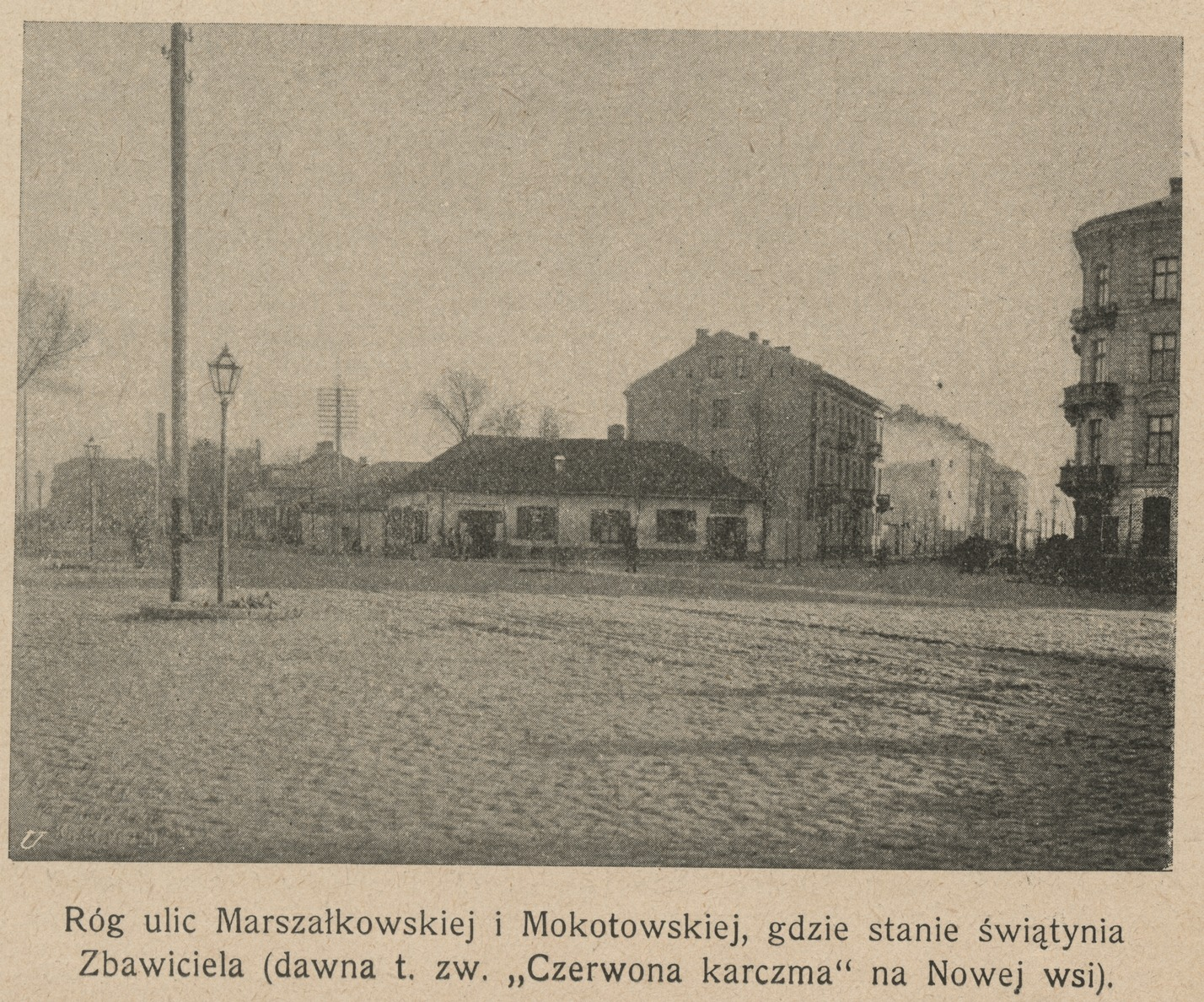
Róg ulic Marszałkowskiej i Mokotowskiej, tzw. Czerwona Karczma w Nowej Wsi. Na jej miejscu w latach 1901–1903 wzniesiono kościół Najświętszego Zbawiciela

Nowa Wieś, także Nowa Wieś Ujazdowska – nieistniejąca osada rolnicza założona w Warszawie w 1784 w obrębie Osi Stanisławowskiej.

## Historia
Osada Nowa Wieś powstała w 1784 z inicjatywy Stanisława Augusta Poniatowskiego z przeznaczeniem dla mieszkańców średniowiecznej wsi Ujazdów, likwidowanej w związku z tworzeniem w pobliżu Zamku Ujazdowskiego nowej kompozycji przestrzennej.
Zaprojektowana przez Dominika Merliniego, wzorcowa osada składała się z dwunastu gospodarstw symetrycznie rozmieszczonych po obu stronach Drogi Królewskiej (noszącej również nazwę alei Wolskiej, gdyż łączyła pole elekcyjne na Woli z Zamkiem Ujazdowskim) pomiędzy obecnymi placami Zbawiciela i Politechniki. Drewniane, parterowe budynki wzniesione przy alei zwrócono do siebie na przemian szczytem i kalenicą, natomiast ich drugi szereg składał się wyłącznie z budynków o układzie kalenicowym.
Tereny Nowej Wsi obejmowały około 9 ha ogrodów w rejonie ulic Marszałkowskiej, Mokotowskiej i Polnej, a także około 106 ha gruntów ornych. Grunty te znajdowały się już poza Okopami Lubomirskiego, wyznaczającymi po 1770 granicę miasta. Bliskość Warszawy sprawiała, że wieś bardzo dobrze prosperowała.
W 1820 grunty Nowej Wsi zostały przeznaczone na plac musztry i ćwiczeń dla kawalerii, stając się częścią tzw. Mokotowskiego Pola Wojennego. Po 1847 pozostałe tereny Nowej Wsi zostały przeznaczone pod zabudowę mieszkaniową, mieszkańców przesiedlono, a niektóre domy przebudowano. 
Ostatnie relikty zabudowy osady zostały wyburzone w latach 30. XX wieku.
Od nazwy osady wzięła swoją nazwę ulica Nowowiejska.